# Kurt von der Chevallerie
Kurt von der Chevallerie (23 de diciembre de 1891 - desaparecido el 18 de abril de 1945) fue un general en la Wehrmacht durante la II Guerra Mundial que comandó el 1.º Ejército alemán. Fue condecorado con la Cruz de Caballero de la Cruz de Hierro con Hojas de Roble. Chevallerie se retiró del ejército el 31 de enero de 1945 y desapareció en combate el 18 de abril de 1945 en las cercanías de Kolberg.

## Condecoraciones
- Cruz de Hierro (1914) 2ª Clase (1 de octubre de 1914) & 1ª Clase (12 de diciembre de 1915)[1]
- Cruz al Mérito Militar de Austria-Hungría, 3ª Clase con Decoración de Guerra (1917)[2]
- Medalla de Herido en Negro (3 de marzo de 1918)[2]
- Cruz de Honor de la Orden de Hohenzollern con Espadas (22 de julio de 1918)[2]
- Cruz de Honor 1914-1918 (1935)[2]
- Broche de la Cruz de Hierro (1939) 2ª Clase (12 de junio de 1940) & 1ª Clase (12 de junio de 1940)[1]
- Cran Comandante de la Orden de la Corona de Italia (27 de agosto de 1940)[2]
- Medalla del Frente Oriental (1 de septiembre de 1942)[2]
- Medalla de Herido (1939) en Negro (16 de enero de 1943)[2]
- Cruz de Caballero de la Cruz de Hierro con Hojas de Roble
  - Cruz de Caballero el 23 de octubre de 1941 como Generalleutnant y comandante de la 99.ª División de Infantería Ligera[3]
  - Hojas de Roble el 19 de diciembre de 1943 como General de Infantería y comandante del LIX Cuerpo de Ejército[4]